# Charles Sands
Charles Edward Sands (22 december 1865 – 9 augustus 1945) was een Amerikaans golf-, tennis- en jeu de paume-speler. 
Sands speelde in 1900 en 1908 op de Olympische Zomerspelen.
In 1900 won hij met golf de gouden medaille. Met tennis kwam hij niet verder dan de eerste ronde. De herendubbel speelde hij met de Britse speler Archibald Warden, de mixed dubbel speelde hij met Georgina Jones.
In 1908 werd hij met jeu de paume in de eerste ronde uitgeschakeld.
Hij legde zich echter vooral toe op tennis. Hij won drie maal de trofee Racquette d'Or in Parijs, een eerste keer in 1899. In 1905 werd hij nationaal kampioen in het tennis.
1900: Charles Sands ·
1904: George Lyon ·
2016: Justin Rose ·
2020: Xander Schauffele ·
2024: Scottie Scheffler